# Сторожинець (жудець)

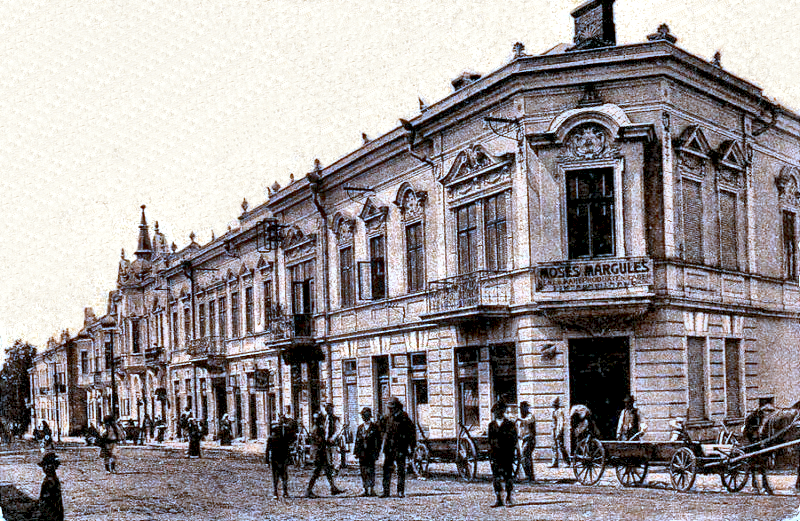
Будівля префектури жудця Сторожинець міжвоєнного періоду

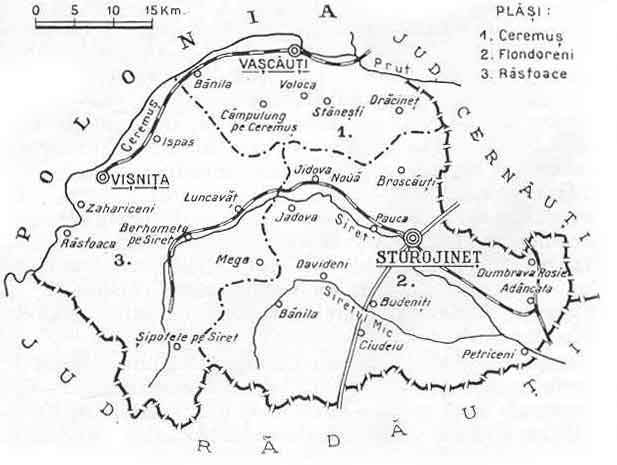
Карта повіту з положенням і назвами плас у 1938 р.

Жудець Сторожинець (рум. Județul Storojineț) — адміністративно-територіальна одиниця Румунського королівства з центром у місті Сторожинець, що існувала у Північній Буковині з 1918 до 1938 року та в 1941—1944 роках.

## Історія
Окупувавши після розпаду Австро-Угорщини Північну Буковину тодішня Румунія провела через т. зв. Генеральний Конгрес Буковини під головуванням Янку Флондора рішення від 28 листопада 1918 про об'єднання всієї Буковини з Румунією. Хоч 18 грудня 1918 року указом № 3715 з питань управління Буковиною було проголошено створення жудця Сторожинець, насправді фактично зберігався Сторожинецький повіт — колишня адміністративна одиниця Герцогства Буковина.
1925 року згідно з Законом про адміністративну уніфікацію від 14 червня 1925 року територія жудця збільшилася за рахунок розформованих Вашківецького і частини Вижницького жудців.
1938 року жудець було скасовано, а його територію разом із територіями ліквідованих Дорохойського, Кимполунгського, Радівецького,  Чернівецького, Сучавського і Хотинського жудців включено до складу новоутвореного цинута Сучава.
1940 року внаслідок Пакту Молотова — Ріббентропа та радянського ультиматуму від 26 червня 1940 р. у Північну Буковину ввійшли радянські війська, після чого її було включено до складу СРСР на правах Чернівецької області УРСР. У липні 1941 р. Румунія, вже як союзниця нацистської Німеччини, повторно окупувала Північну Буковину, після чого відновила Сторожинецький жудець, зарахувавши його до складу губернаторства Буковина. Проте у серпні 1944 р. Червона армія відвоювала Північну Буковину, а Паризькими мирними договорами 1947 р. було підтверджено кордони станом на 1 січня 1941 р.

## Географія
Жудець містився у Північній Буковині, на території нинішньої Чернівецької області. До Другої світової війни він прилягав до румунсько-польського кордону і на північному заході та півночі межував із польським Станіславським воєводством, на сході та північному сході — з Чернівецьким повітом, а на півдні та південному заході — з Радівецьким повітом.
У 1941—1944 роках жудець Сторожинець у зв'язку з окупацією Галичини нацистською Німеччиною межував на ділянці колишнього румунсько-польського кордону з дистриктом Галичина Генеральної губернії.

## Устрій
Територія повіту до 1938 р. поділялася на три пласи (райони):
1. Черемош (рум. Plasa Ceremuș), із осідком у місті Вашківці на Черемоші (рум. Orașul Vășcăuți-pe-Ceremuș)
2. Розтоки (рум. Plasa Răstoace), з осідком у місті Вижниця
3. Флондорень (рум. Plasa Flondoreni), з осідком у місті Сторожинець

У 1941—1944 роках адміністративний поділ був таким:
- місто Вашківці (рум. Orașul Vășcăuți-pe-Ceremuș)
- місто Вижниця (рум. Orașul Vijnița)
- місто Сторожинець (рум. Orașul Storojineț)
- пласа Вашківці (рум. Plasa Vășcăuți-pe-Ceremuș)
- пласа Вижниця (рум. Plasa Vijnița)
- пласа Сторожинець (рум. Plasa Storojineț)

## Населення
За даними перепису 1930, населення повіту становило 169 894 жителі, з них 45,5 % були українцями, 33,9 % — румунами, 9,0 % — євреями, 5,3 % — німцями, 4,7 % — поляками тощо. З конфесійного погляду, більшість мешканців були православними (78,1 %), а релігійними меншинами були юдеї (9,1 %), римо-католики (також 9,1 %), греко-католики (1,9 %) та ін.

### Міське середовище
Міське населення повіту становило 18 830 душ, із них євреїв — 31,9 %, українців — 31,2 %, румунів — 20,2 %, поляків — 10,7 %, німців — 4,2 %, росіян — 1,5 % та ін.
1930 року у містах повіту проживало таке населення: Сторожинець — 8 695 мешканців, Вашківці — 6 336 мешканців, Вижниця — 3 799 мешканців.

## Документальні матеріали

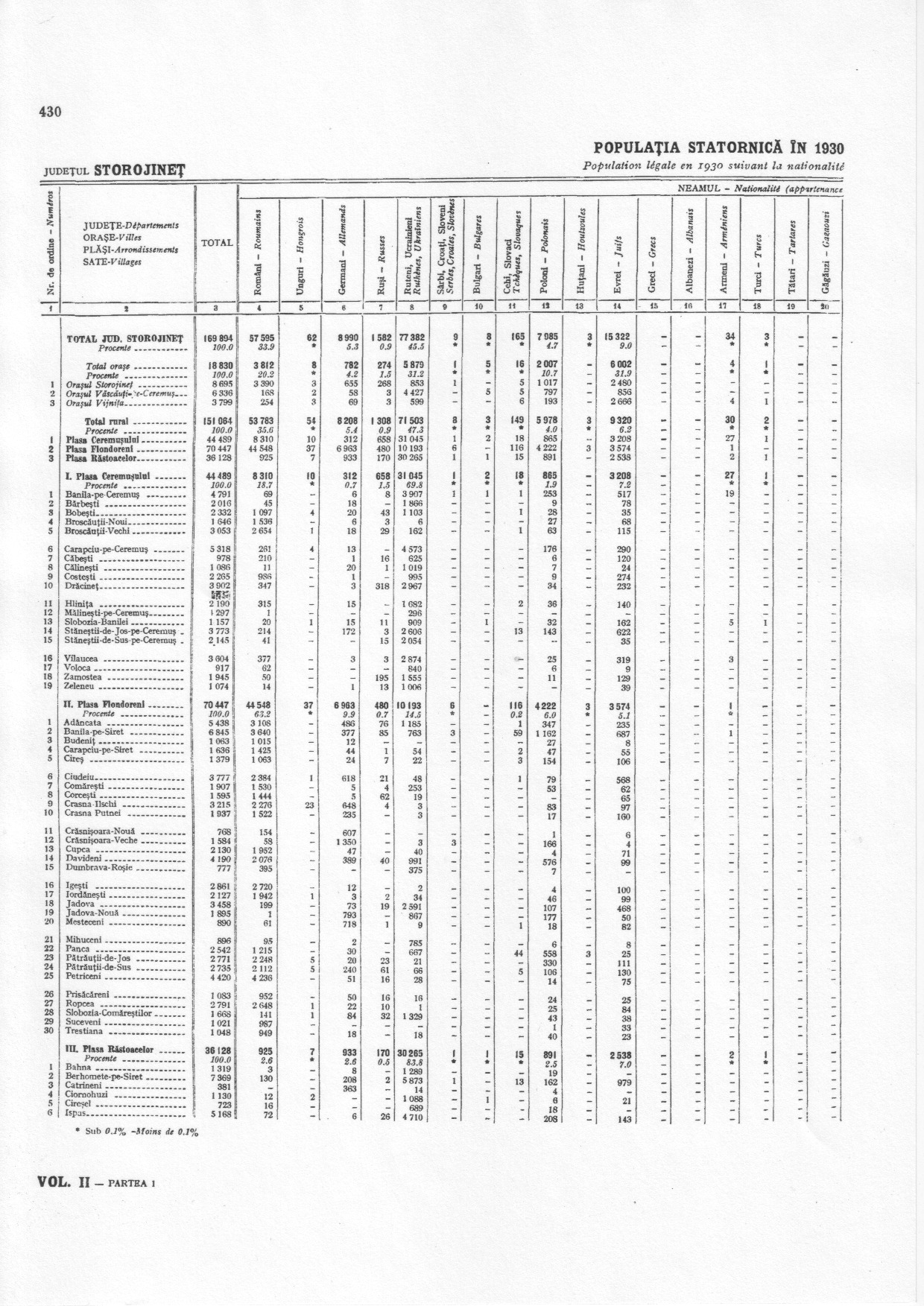
Населення повіту в 1930 році за національною ознакою та рідною мовою
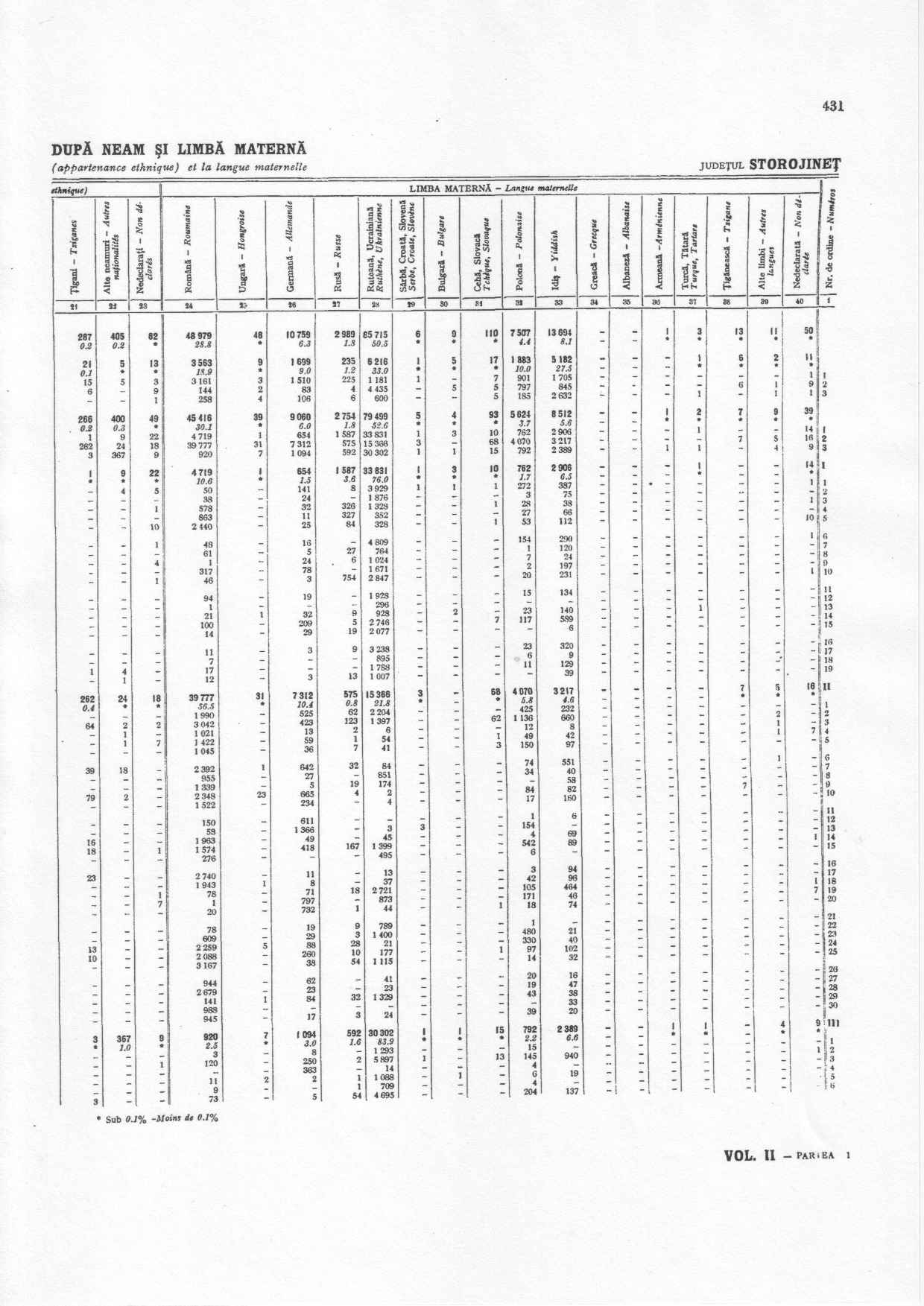
Населення повіту в 1930 році за національною ознакою та рідною мовою
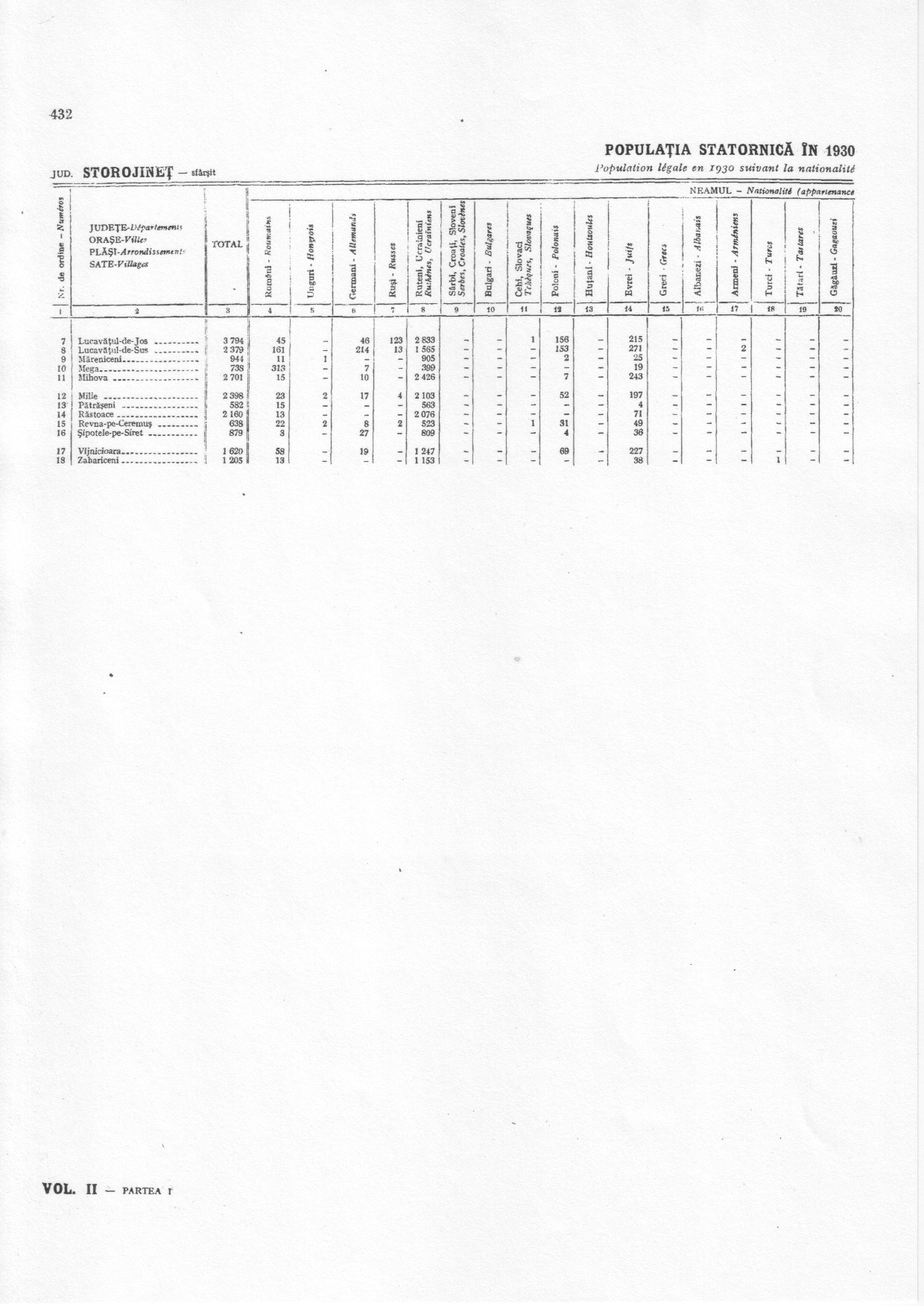
Населення повіту в 1930 році за національною ознакою та рідною мовою
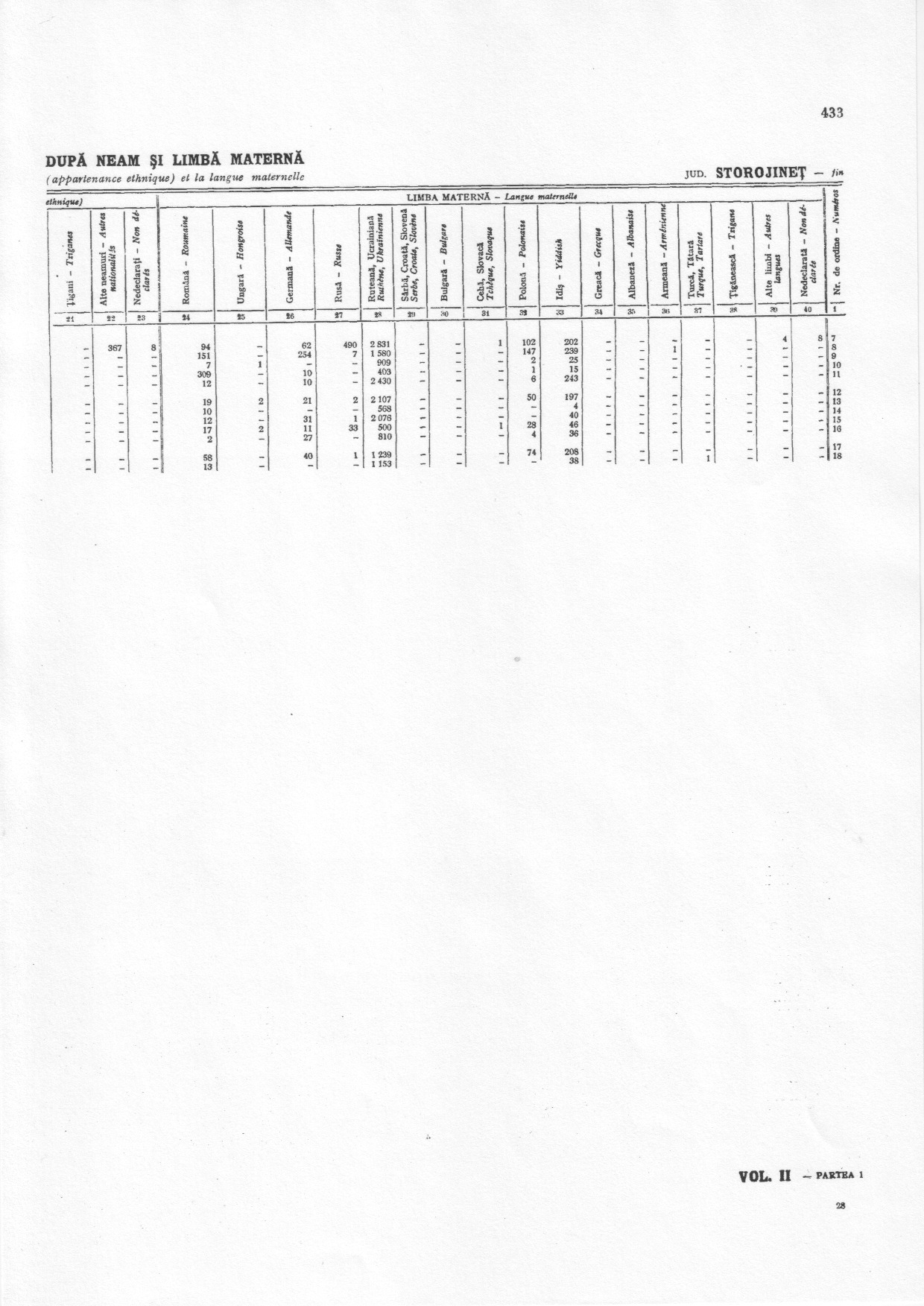
Населення повіту в 1930 році за національною ознакою та рідною мовою
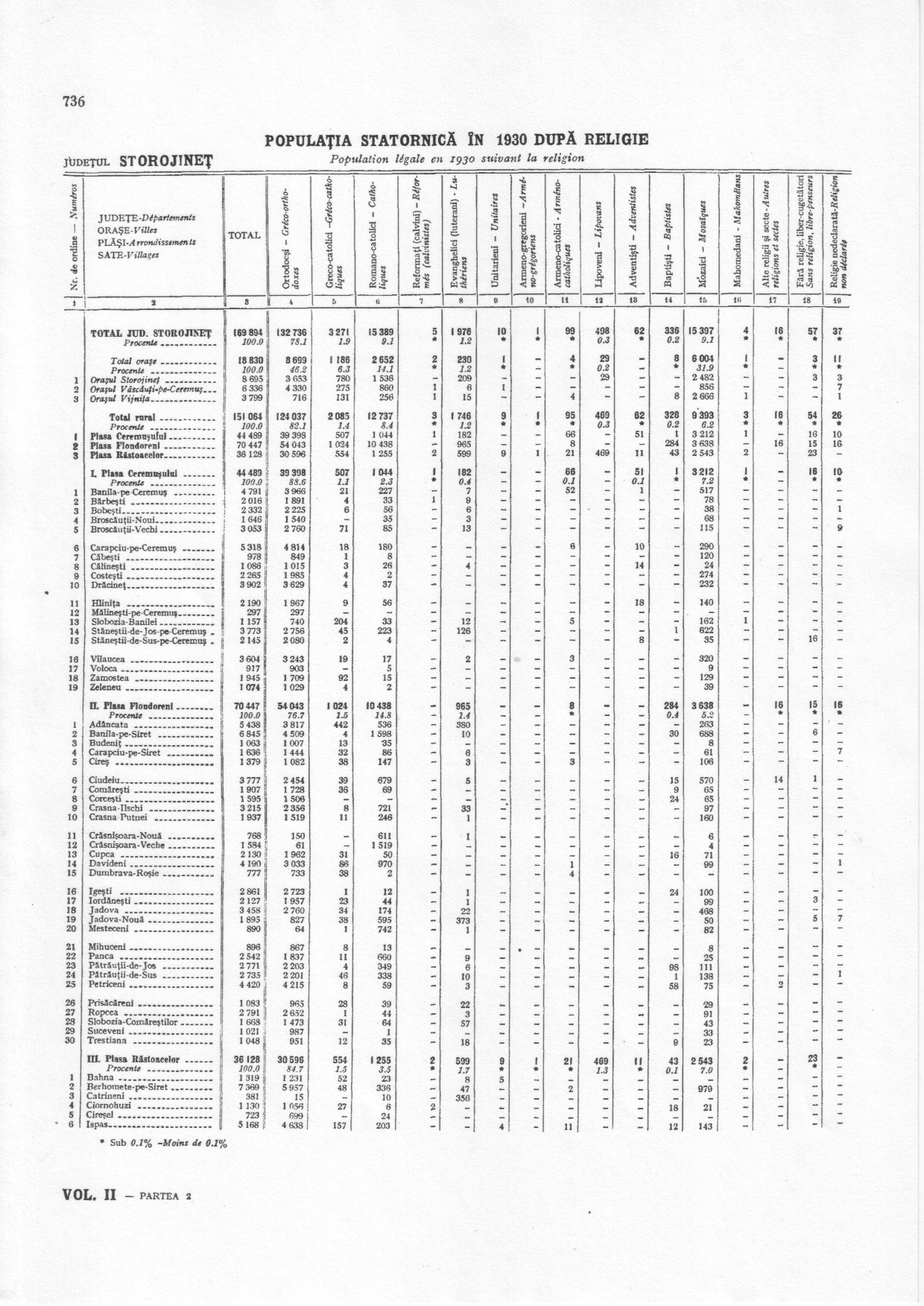
Населення повіту в 1930 р. за релігійною ознакою
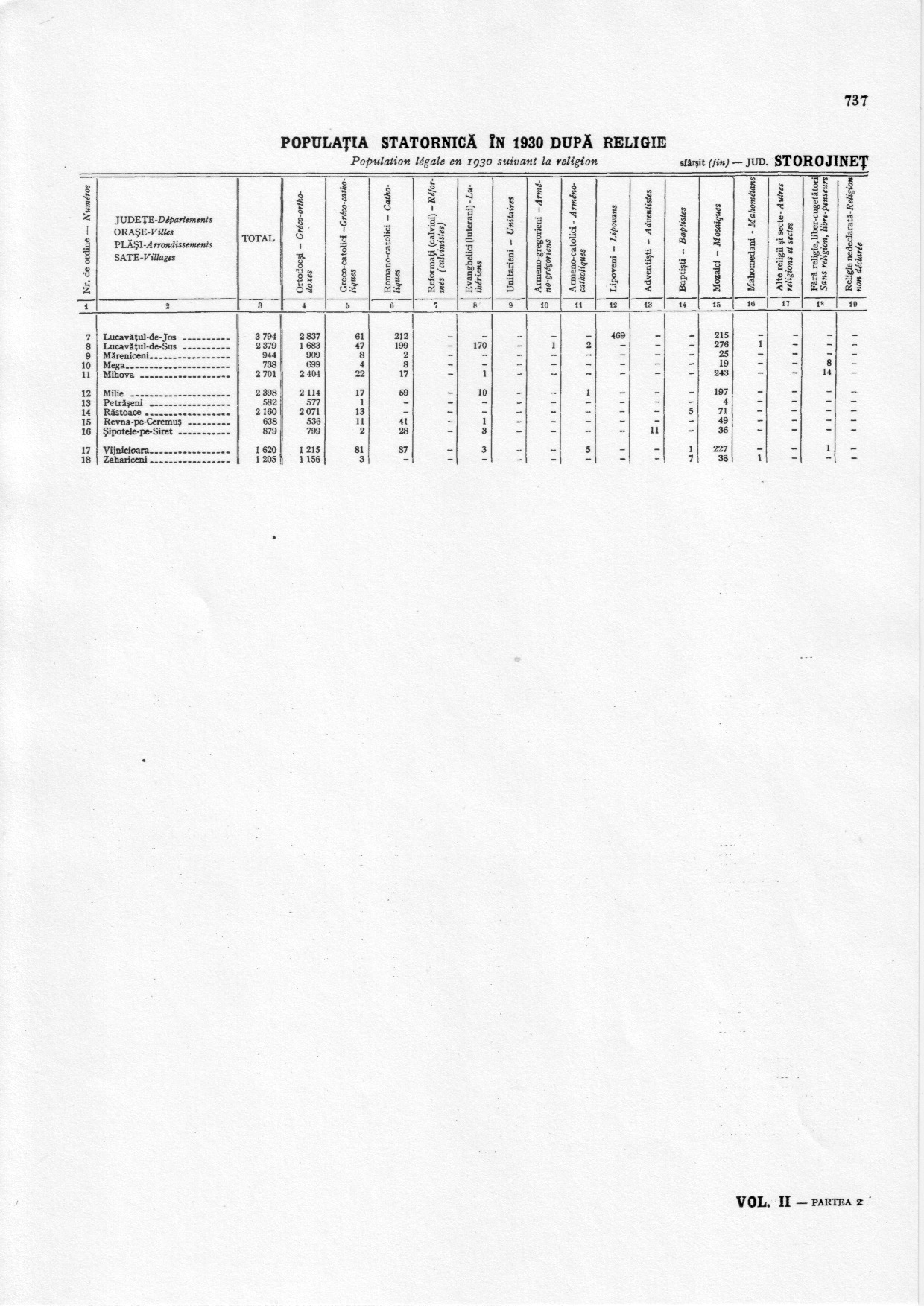
Населення повіту в 1930 р. за релігійною ознакою